# Diolcus
Diolcus is een geslacht van wantsen uit de familie van de Scutelleridae (Pantserwantsen). Het geslacht werd voor het eerst wetenschappelijk beschreven door Gustav Mayr in 1864.

## Soorten
Het genus bevat de volgende soorten:

- Diolcus boscii (Fabricius, 1798)
- Diolcus cassidoides (Walker, 1867)
- Diolcus chrysorrhoeus (Fabricius, 1803)
- Diolcus irroratus (Fabricius, 1775)
- Diolcus pusillus Berg, 1891
- Diolcus variegatus (Herrich-Schaeffer, 1836)